# Виктория Юнайтед (футбольный клуб, Лимбе)
«Виктория Юнайтед» (фр. Victoria United) — камерунский футбольный клуб из города Лимбе, выступающий в чемпионате Камеруна. Домашней ареной клуба является стадион Сентенари, вместимостью 8 тысяч зрителей.

## История
Клуб основан в 1980 году. При этом известно, что в 1965 году финалистом Кубка Камеруна стала команда «КДК Виктория Юнайтед», однако неизвестно, связан ли данный клуб с коллективом, учреждённом 15 лет спустя.
Впервые в чемпионате Камеруна «Виктория Юнайтед» сыграла в 1997 году, но по итогам сезона заняла 16 место и вернулась во второй дивизион. В следующий раз в высшем дивизионе команда играла с 2002 по 2004 год, после чего выступала на уровне второго и третьего дивизионов.
Сезон 2022/23 клуб завершил на первом месте во втором дивизионе и в третий раз вышел в чемпионат Камеруна. По итогам сезона 2023/24 «Виктория Юнайтед» завоевала чемпионский титул, став первой командой из города Лимбе, которой удавалось получить подобный трофей, а также вторым клубом из Юго-Западного региона (после «Тико Юнайтед»). Лучшим бомбардиром клуба по итогам чемпионского сезона стал Ричмонд Нджи, забивший 17 голов.
Успех в национальном чемпионате позволил «Виктории Юнайтед» дебютировать в 2024 году в Лиге чемпионов КАФ, где команда в первом квалификационном этапе уступила ганскому клубу «Самартекс».
В составе команды в разное время играли футболисты, имеющие опыт выступления за национальную сборную Камеруна, такие как Дорге Куэмаха и Гюстав Соэлье. В 2024 году был отстранён от футбола из-за мошенничества с возрастом игрок «Виктории» Уилфрид Натан Дуала, включённый в 17 лет в состав сборной Камеруна на Кубок африканских наций 2023.

## Достижения
- Чемпион Камеруна: 2023/24

## Последние результаты
| Сезон   | Див. | Место | Кубок Камеруна |
| ------- | ---- | ----- | -------------- |
| 2022/23 | II   | 1     | 1/4 финала     |
| 2023/24 | I    | 1     | 1/16 финала    |
| 2024/25 | I    |       |                |

## Континентальный турнир
| Сезон   | Турнир             | Этап   | Соперник  | Дома | Гости | Общий |
| ------- | ------------------ | ------ | --------- | ---- | ----- | ----- |
| 2024/25 | Лига чемпионов КАФ | первый | Самартекс | 0:1  | 0:1   | 0:2   |